# Xylaria duranii
Xylaria duranii är en svampart som beskrevs av F. San Martín & Vanoye 2001. Xylaria duranii ingår i släktet Xylaria och familjen kolkärnsvampar.   Inga underarter finns listade i Catalogue of Life.